# Grondines
Grondines est un secteur de la municipalité de Deschambault-Grondines dans Portneuf, au Québec (Canada). D'abord constitué en seigneurie, puis érigé en municipalité, Grondines fusionne en 2002 avec Deschambault pour former la municipalité de Deschambault-Grondines.

## Toponymie
Une seigneurie concédée au début du xviie siècle dont les limites correspondent vaguement au territoire actuel du secteur est nommée Les Grondines. Le nom a été repéré pour la première fois sur une carte de Samuel de Champlain produite en 1632.
Une paroisse canonique nommée Saint-Charles-des-Roches est érigée en 1680. On relève le même nom au recensement de 1681 pour désigner le village. Le nom avait été attribué en raison de l'abondance de cailloux sur les battures du fleuve Saint-Laurent.
La municipalité de paroisse érigée au milieu du xixe siècle et la municipalité de village qui plus tard s'en détache sont nommées Saint-Charles-des-Grondines. La municipalité issue de leur réunion est nommée Grondines; le nom sans article était alors passé dans l'usage.
L'origine du nom « Grondines » est disputée entre une explication de Gédéon de Catalogne et une autre de Benjamin Sulte. De Catalogne affirme en 1712 que le nom est attribuable au « grand nombre de battures de gros cailloux qui se trouvent au devant [de l'endroit], ce qui fait que, lorsqu'il vente, les eaux y font un grand bruit ». Pour Sulte, le nom est attribuable au bruit des cascades de la rivière Sainte-Anne, qui traversait la seigneurie dans sa partie nord.

## Géographie

### Situation
Le secteur de Grondines est situé à l'extrémité ouest de Portneuf, environ à mi-chemin entre Trois-Rivières et Québec.

### Climat
Le climat à Grondines est de type continental froid et humide. Selon la classification Köppen-Geiger, le secteur est situé dans une zone climatique continentale humide avec des étés frais (Dfb).
| Mois                              | jan.  | fév.  | mars | avril | mai   | juin  | jui.  | août  | sep.  | oct.  | nov. | déc.  | année   |
| --------------------------------- | ----- | ----- | ---- | ----- | ----- | ----- | ----- | ----- | ----- | ----- | ---- | ----- | ------- |
| Température minimale moyenne (°C) | −17   | −15,5 | −9   | −0,5  | 5,9   | 11    | 13,9  | 13    | 8,5   | 2,9   | −2,8 | −11,4 | −0,1    |
| Température moyenne (°C)          | −12,1 | −10,3 | −4,1 | 4,3   | 11,7  | 16,9  | 19,5  | 18,6  | 13,8  | 7,2   | −0,6 | −7,4  | 4,9     |
| Température maximale moyenne (°C) | −7,3  | −5    | 0,8  | 9,1   | 17,4  | 22,8  | 25,1  | 24,1  | 19,1  | 11,5  | 4    | −3,4  | 9,9     |
| Précipitations (mm)               | 77    | 70    | 69,1 | 85,4  | 100,5 | 110,4 | 125,5 | 108,5 | 116,5 | 107,8 | 95,6 | 91,9  | 1 158,1 |
| dont pluie (mm)                   | 26,3  | 19,9  | 31,5 | 76,6  | 99,7  | 110,4 | 125,5 | 108,5 | 116,5 | 107   | 74,1 | 36,9  | 932,8   |
| dont neige (cm)                   | 50,7  | 50,1  | 37,6 | 9     | 0,8   | 0     | 0     | 0     | 0     | 0,8   | 21,5 | 55    | 225,5   |

### Géographie humaine

#### Démographie
| 1681 | 1695 | 1739 | 1765 | 1790 | 1825  | 1851  | 1871  | 1881  |
| ---- | ---- | ---- | ---- | ---- | ----- | ----- | ----- | ----- |
| 57   | 74   | 188  | 254  | 335  | 1 204 | 1 468 | 1 503 | 1 707 |

| 1891  | 1901  | 1911  | 1921  | 1931  | 1941 | 1951 | 1961  | 1971 |
| ----- | ----- | ----- | ----- | ----- | ---- | ---- | ----- | ---- |
| 1 431 | 1 205 | 1 111 | 1 045 | 1 003 | 984  | 941  | 1 032 | 855  |

| 1981 | 1991 | 2001 | - | - | - | - | - | - |
| ---- | ---- | ---- | - | - | - | - | - | - |
| 692  | 654  | 702  | - | - | - | - | - | - |

#### Transports
L'autoroute Félix-Leclerc reliant Québec à Trois-Rivières rejoint Grondines en 1985, sans cependant desservir le secteur; l'échangeur avec la route Guilbault est construit en 2002. Autrement, le secteur est traversé par le chemin du Roy, puis par la route 2 qui devient la route 138. Une route perpendiculaire, la route Guilbault, relie Grondines à Saint-Casimir.
Le chemin de fer Québec-Gatineau, parallèle à l'autoroute 40, traverse aussi le territoire d'est en ouest, sans s'y arrêter. Une gare desservait autrefois Grondines, près du chemin Guilbault.

#### Économie
L'agriculture est le moteur de l'économie de Grondines depuis sa naissance au xviie siècle. L'ouverture d'une aluminerie d'Alcoa à Deschambault en 1992 et la création de centaines d'emploi le secteur de la métallurgie dans l'ouest de Portneuf a eu un effet à la hausse sur la population.

## Histoire

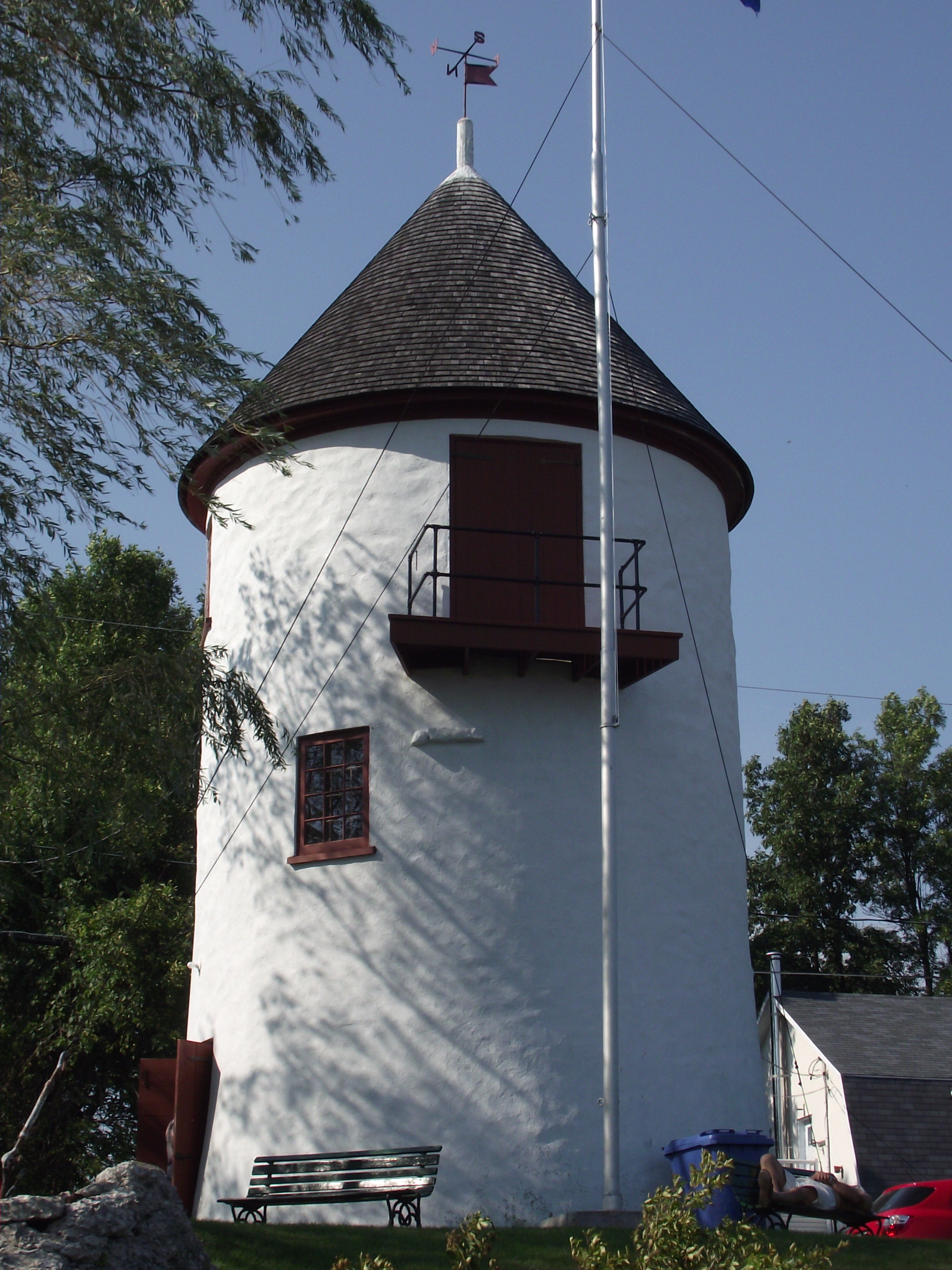
Le moulin banal transforme le blé en farine.

La seigneurie des Grondines est scindée de la seigneurie de La Madeleine en 1637 et concédée à l'Hôtel-Dieu de Québec. Les hospitalières cèdent leur seigneurie à Jacques Aubert en 1683, qui la lègue à Louis Hamelin. La seigneurie est trop éloignée de Québec, difficile à administrer et fournit peu de revenus. La production est centrée autour du blé et un moulin à vent assure la transformation de la céréale en farine.
Jusque vers 1665, peu de colons s'installent dans la seigneurie, dissuadés par la menace de conflits avec les Iroquois. La population augmente plus rapidement au xixe siècle, alors qu'est peuplé l'arrière-pays.
Une première chapelle est construite en 1676. La paroisse est érigée en 1680. Une église « modeste » est construite en 1713. Une église plus vaste, construite entre 1839 et 1842, remplace la première.

Un petit navire sur le fleuve Saint-Laurent devant Grondines en 1794.

Un moulin à scie est construit par la famille Burnet au début du xixe siècle, à l'encontre de la volonté du seigneur. La disponibilité de bois favorise l'émergence d'une industrie de la construction navale. Les chantiers Hamelin, Rivard, Guilbault et Sauvageau construisent 86 navires entre 1722 et 1899, soit 29 goélettes et 55 petits navires. Le moulin Trottier, en 1871, est à la fois un moulin à farine, à carder et à scie.
En 1836, la paroisse de Saint-Casimir est érigée à partir d'un territoire détaché de Grondines. Cette année-là le village est desservi par un bureau de poste.
Le territoire est desservi par le chemin de fer Québec, Montréal, Ottawa & Occidental à partir de 1879. Le trajet, éloigné du fleuve, favorise la naissance d'un hameau autour de la gare, Grondines-Station.
La forte croissance des villes à la fin du xixe siècle et au début du xxe siècle entraîne la transformation des activités économiques : on observe la naissance d'une production laitière commerciale (laiterie Charles Laganière) et débute l'exploitation du calcaire sur le territoire. Parallèlement, une surpopulation et de mauvaises conditions de vie entraînent un exode de Grondines vers les villes du Canada et des États-Unis à la fin du xixe siècle et au début du xxe siècle.
Une coopérative agricole spécialisée dans les conserves voit le jour à Grondines au début du xxe siècle. Elle compte alors 135 membres.
Dans la seconde moitié du xxe siècle, le déclin de la natalité et l’amélioration des soins médicaux entraînent un vieillissement de la population. La proportion de la population âgée de 65 ans et plus passe au dessus de 20%.

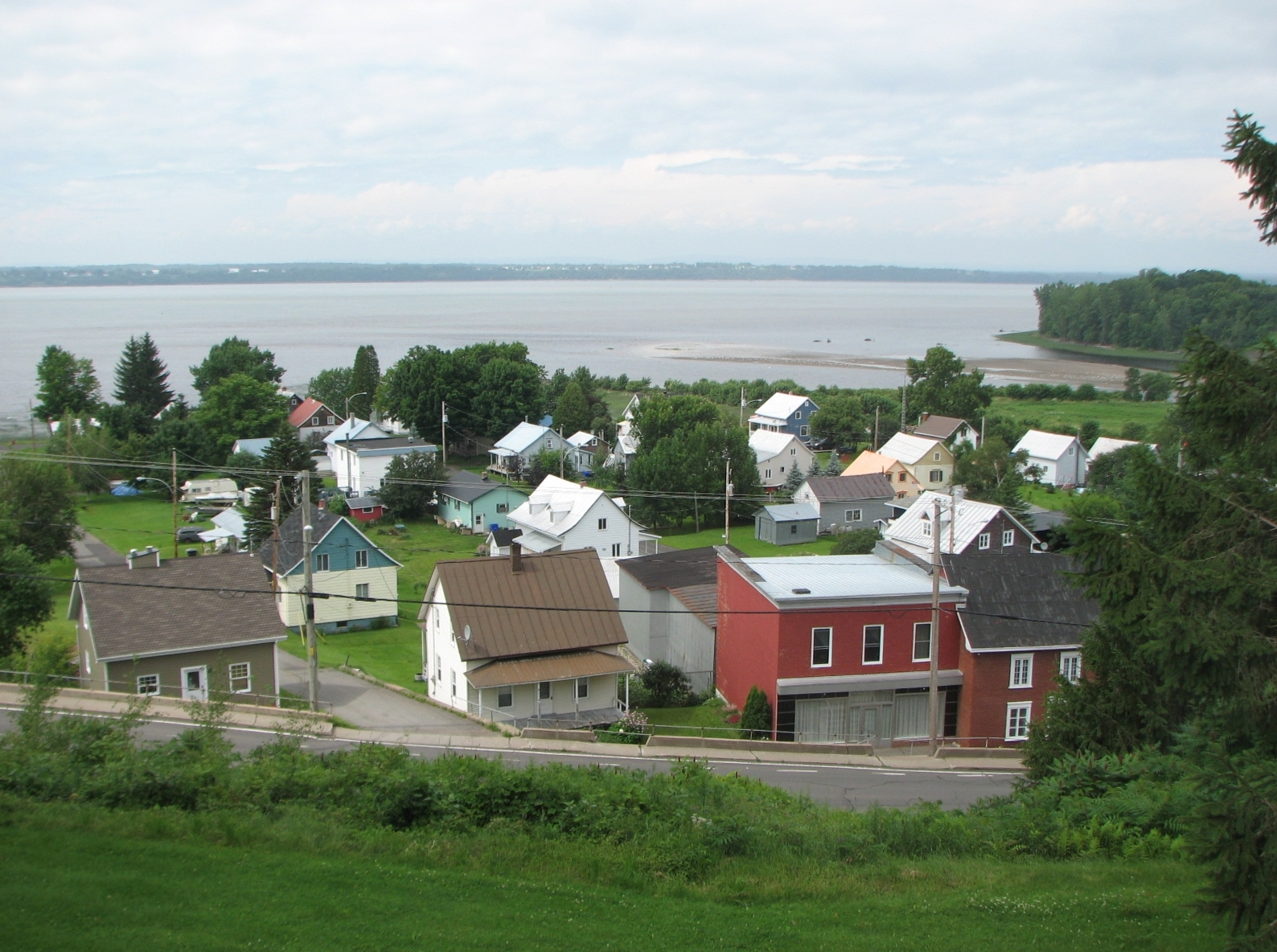
Le fleuve Saint-Laurent devant Leclercville.

Dans les années 1980, afin d'acheminer aux États-Unis l'énergie produite par le complexe hydroélectrique de la Baie-James, Hydro-Québec projette le passage d'une ligne de 450 kV en courant continu entre les postes Radisson, Nicolet et Des Cantons. L'érection de pylônes de 142 m de hauteur pour la traversée du fleuve entre Grondines et Lotbinière fait l'objet d'une vive contestation sur les deux rives en raison des retombées nulles en contrepartie d'impacts paysagers considérables sur le territoire. L'artiste Micheline Beauchemin mobilise des citoyens, des municipalités et des associations autour du mouvement Contestension. Face aux protestations, Hydro-Québec construit finalement en 1990 un tunnel de 4 km sous le fleuve entre Grondines et Leclercville et met en valeur sa prouesse technique en y opérant pendant quelques années un centre d'interprétation. Les pylônes sont démantelés après la mise en service du tunnel. L'un d'eux est récupéré afin d'ériger la tour de la Cité de l'énergie à Shawinigan.

## Services

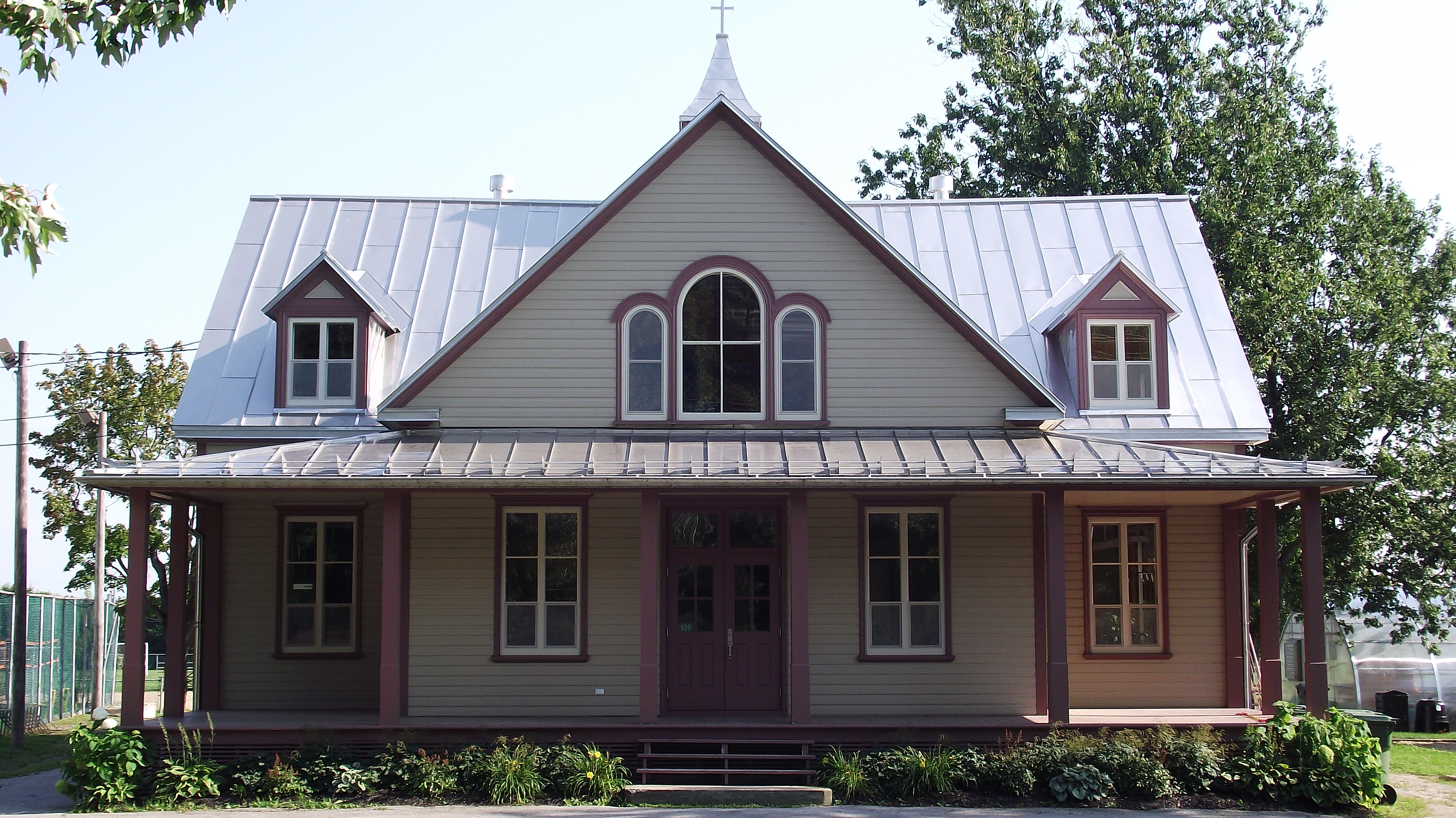
L'école Saint-Charles-des-Grondines.

Le village compte une école, l'école Saint-Charles-de-Grondines. Menacée de fermeture en 1982 et 1988 en raison de ses faibles effectifs, elle est maintenue ouverte à la suite de la mobilisation de la population locale : enseignantes bénévoles et à temps partiel, ouverture d'une classe de maternelle, corvées pour repeindre l’école ou aménager les locaux.